# Deux de couple PR2 mixte aux Jeux paralympiques d'été de 2024
Navigation
Tokyo 2020
L'épreuve deux de couple PR2 mixte Jeux paralympiques d'été de 2024 se déroulent du 30 août au 1er septembre 2024 au stade nautique olympique de Vaires-sur-Marne, en France.

## Organisation

### Programme
| Date          | Heure       | Tour        |
| ------------- | ----------- | ----------- |
| 30 août       |             | Série 1     |
| 30 août       | Série 2     |             |
| 31 août       |             | Repêchage 1 |
| 31 août       | Repêchage 2 |             |
| 1er septembre |             | Finale B    |
| 1er septembre | Finale A    |             |

## Médaillées
| Or                                               | Argent                           | Bronze                                  |
| Grande-Bretagne- Lauren Rowles - Gregg Stevenson | Chine- Liu Shuang - Jiang Jijian | Israël- Shahar Milfelder - Saleh Shahin |

## Résultats détaillés

### Séries
| Rang | Couloir | Rameur                           | Pays    | Temps         | Notes |
| ---- | ------- | -------------------------------- | ------- | ------------- | ----- |
| 1    |         | Liu Shuang Jiang Jijian          | Chine   | 8 min 3 s 70  | QA    |
| 2    |         | Shahar Milfelder Saleh Shahin    | Israël  | 8 min 7 s 24  | QA    |
| 3    |         | Anna Aisanova Iaroslav Koiuda    | Ukraine | 8 min 43 s 38 | R     |
| 4    |         | Tiarnan O'Donnell Katie O'Brien  | Irlande | 9 min 3 s 33  | R     |
| 5    |         | Nursen Sen Yigit Dogukan Bozkurt | Turquie | 9 min 28 s 00 | R     |

| Rang | Couloir | Rameur                                 | Pays            | Temps         | Notes  |
| ---- | ------- | -------------------------------------- | --------------- | ------------- | ------ |
| 1    |         | Lauren Rowles Gregg Stevenson          | Grande-Bretagne | 7 min 56 s 92 | QA, WB |
| 2    |         | Jolanta Majka Michal Grzegorz Gadowski | Pologne         | 8 min 7 s 76  | QA     |
| 3    |         | Benjamin Daviet Perle Bouge            | France          | 8 min 10 s 40 | R      |
| 4    |         | Esther van der Loos Corne de Koning    | Pays-Bas        | 8 min 19 s 21 | R      |

### Repêchages
| Rang | Couloir | Rameur                              | Pays     | Temps         | Notes |
| ---- | ------- | ----------------------------------- | -------- | ------------- | ----- |
| 1    |         | Benjamin Daviet Perle Bouge         | France   | 8 min 29 s 61 | QA    |
| 2    |         | Anna Aisanova Iaroslav Koiuda       | Ukraine  | 8 min 30 s 81 | QA    |
| 3    |         | Esther van der Loos Corne de Koning | Pays-Bas | 8 min 33 s 73 | QB    |
| 4    |         | Tiarnan O'Donnell Katie O'Brien     | Irlande  | 8 min 40 s 85 | QB    |
| 5    |         | Nursen Sen Yigit Dogukan Bozkurt    | Turquie  | 9 min 50 s 70 | QB    |

### Finales
| Rang                                   | Couloir | Rameur                                 | Pays            | Temps         | Notes |
| -------------------------------------- | ------- | -------------------------------------- | --------------- | ------------- | ----- |
| Médaille d'or, Jeux paralympiques      |         | Lauren Rowles Gregg Stevenson          | Grande-Bretagne | 8 min 20 s 97 |       |
| Médaille d'argent, Jeux paralympiques  |         | Liu Shuang Jiang Jijian                | Chine           | 8 min 23 s 45 |       |
| Médaille de bronze, Jeux paralympiques |         | Shahar Milfelder Saleh Shahin          | Israël          | 8 min 31 s 85 |       |
| 4                                      |         | Anna Aisanova Iaroslav Koiuda          | Ukraine         | 8 min 43 s 22 |       |
| 5                                      |         | Benjamin Daviet Perle Bouge            | France          | 8 min 47 s 64 |       |
| 6                                      |         | Jolanta Majka Michal Grzegorz Gadowski | Pologne         | 8 min 52 s 24 |       |

| Rang | Couloir | Rameur                              | Pays     | Temps         | Notes |
| ---- | ------- | ----------------------------------- | -------- | ------------- | ----- |
| 7    |         | Esther van der Loos Corne de Koning | Pays-Bas | 8 min 42 s 73 |       |
| 8    |         | Tiarnan O'Donnell Katie O'Brien     | Irlande  | 8 min 50 s 16 |       |
| 9    |         | Nursen Sen Yigit Dogukan Bozkurt    | Turquie  | 10 min 1 s 19 |       |